# منتخب إسرائيل لكرة اليد
منتخب إسرائيل لكرة اليد هو الممثل الرسمي لإسرائيل في منافسات كرة اليد.

## النتائج

### بطولة أوروبا
| بطولة أوروبا لكرة اليد للرجال | بطولة أوروبا لكرة اليد للرجال | بطولة أوروبا لكرة اليد للرجال | بطولة أوروبا لكرة اليد للرجال | بطولة أوروبا لكرة اليد للرجال | بطولة أوروبا لكرة اليد للرجال | بطولة أوروبا لكرة اليد للرجال | بطولة أوروبا لكرة اليد للرجال | بطولة أوروبا لكرة اليد للرجال |
| السنة                         | الدور                         | المركز                        | لعب                           | فاز                           | تعادل                         | خسر                           | له                            | عليه                          |
| ----------------------------- | ----------------------------- | ----------------------------- | ----------------------------- | ----------------------------- | ----------------------------- | ----------------------------- | ----------------------------- | ----------------------------- |
| 1994                          | لم يتأهل                      | لم يتأهل                      | لم يتأهل                      | لم يتأهل                      | لم يتأهل                      | لم يتأهل                      | لم يتأهل                      | لم يتأهل                      |
| 1996                          | لم يتأهل                      | لم يتأهل                      | لم يتأهل                      | لم يتأهل                      | لم يتأهل                      | لم يتأهل                      | لم يتأهل                      | لم يتأهل                      |
| 1998                          | لم يتأهل                      | لم يتأهل                      | لم يتأهل                      | لم يتأهل                      | لم يتأهل                      | لم يتأهل                      | لم يتأهل                      | لم يتأهل                      |
| 2000                          | لم يتأهل                      | لم يتأهل                      | لم يتأهل                      | لم يتأهل                      | لم يتأهل                      | لم يتأهل                      | لم يتأهل                      | لم يتأهل                      |
| 2002                          | الدور التمهيدي                | 14                            | 3                             | 0                             | 0                             | 3                             | 67                            | 82                            |
| 2004                          | لم يتأهل                      | لم يتأهل                      | لم يتأهل                      | لم يتأهل                      | لم يتأهل                      | لم يتأهل                      | لم يتأهل                      | لم يتأهل                      |
| 2006                          | لم يتأهل                      | لم يتأهل                      | لم يتأهل                      | لم يتأهل                      | لم يتأهل                      | لم يتأهل                      | لم يتأهل                      | لم يتأهل                      |
| 2008                          | لم يتأهل                      | لم يتأهل                      | لم يتأهل                      | لم يتأهل                      | لم يتأهل                      | لم يتأهل                      | لم يتأهل                      | لم يتأهل                      |
| 2010                          | لم يتأهل                      | لم يتأهل                      | لم يتأهل                      | لم يتأهل                      | لم يتأهل                      | لم يتأهل                      | لم يتأهل                      | لم يتأهل                      |
| 2012                          | لم يتأهل                      | لم يتأهل                      | لم يتأهل                      | لم يتأهل                      | لم يتأهل                      | لم يتأهل                      | لم يتأهل                      | لم يتأهل                      |
| 2014                          | لم يتأهل                      | لم يتأهل                      | لم يتأهل                      | لم يتأهل                      | لم يتأهل                      | لم يتأهل                      | لم يتأهل                      | لم يتأهل                      |
| 2016                          | لم يتأهل                      | لم يتأهل                      | لم يتأهل                      | لم يتأهل                      | لم يتأهل                      | لم يتأهل                      | لم يتأهل                      | لم يتأهل                      |
| المجموع                       | 1/12                          | -                             | 3                             | 0                             | 0                             | 3                             | 67                            | 82                            |